# 1999 Hirayama
Hirayama (asteroide 1999) é um asteroide da cintura principal com um diâmetro de 33,95 quilómetros, a 2,7839576 UA. Possui uma excentricidade de 0,1078065 e um período orbital de 2 013,25 dias (5,52 anos).
Hirayama tem uma velocidade orbital média de 16,86129618 km/s e uma inclinação de 12,48723º.
Esse asteroide foi descoberto em 27 de Fevereiro de 1973 por Luboš Kohoutek.